# روز بد (ترانه جاستین بیبر)
«روز بد» (به انگلیسی: Bad Day) ترانه‌ای از هنرمند اهل کانادا جاستین بیبر است که در ۴ نوامبر ۲۰۱۳ منتشر شد. این تک‌آهنگ در آلبوم نشریات (۲۰۱۳) قرار گرفت.
این تک‌آهنگ در چارت‌های دانمارک در رتبه اول و در چارت‌های جزو ده ترانه اول قرار گرفت.

## جدول‌های موسیقی
| جدول (۲۰۱۳-۲۰۱۴)                                    | بهترین جایگاه |
| --------------------------------------------------- | ------------- |
| اتریش (او۳ تاپ ۴۰ اتریش)                            | ۴۱            |
| بلژیک (اولتراتاپ ۵۰ فلاندرز)                        | ۱۹            |
| بلژیک اربان (اولتراتاپ فلاندرز)                     | ۴             |
| بلژیک (اولتراتاپ ۵۰ والونی)                         | ۲۶            |
| کانادا (۱۰۰ تک‌آهنگ داغ کانادا)                      | ۲۶            |
| دانمارک (ترک‌لیسن)                                   | ۱             |
| فرانسه (اس‌ان‌ئی‌پی)                                   | ۵۴            |
| آلمان (جدول‌های رسمی آلمان)                          | ۶۶            |
| ایرلند (ایرما)                                      | ۲۵            |
| ایرپلی مکزیک (بیلبورد)                              | ۱۷            |
| هلند (۱۰۰ تک‌آهنگ برتر)                              | ۱۶            |
| اسپانیا (پروموزیک)                                  | ۲۵            |
| سوئیس (شوایزر هیت‌پاراد)                             | ۲۸            |
| تک‌آهنگ‌های بریتانیا (اوسی‌سی)                         | ۳۱            |
| بیلبورد هات ۱۰۰ ایالات متحده                        | ۵۳            |
| ترانه‌های داغ آراندبی/هیپ-هاپ ایالات متحده (بیلبورد) | ۱۷            |